# Moule méditerranéenne
Mytilus galloprovincialis
Espèce
La moule méditerranéenne (Mytilus galloprovincialis) est une espèce de mollusques bivalves, de la famille des Mytilidés.
Cet animal marin, vit fixé aux rochers dans la zone de balancement des marées où il se nourrit du plancton qu'il filtre dans l'eau.

## Description
La coquille, solide, de couleur bleu-violet et parfois sombre ou brune à la lumière, peut atteindre 140 mm de longueur.
Elle présente une base légèrement plus large que celle de la moule noire de l'Afrique du Sud avec laquelle elle est souvent confondue.
Valve droite et gauche du même spécimen :

Valve droite
- Valve gauche

Mytilus galloprovincialis dilatatus :

Valve droite
Valve gauche

Mytilus galloprovincialis trigonus :

Valve droite
Valve gauche

## Distribution
Cette espèce est trouvée dans toute la zone méditerranéenne, avec également des populations sur le littoral de l'Afrique du Sud; de la frontière namibienne à Port Alfred.
On en trouve aussi sur le littoral de Californie du Sud et en Japon, où il s'agit de colonisations à partir de propagules introduites sous les coques de navires ou via des eaux de ballast,.

## Habitats
Cette moule vit solidement accrochée aux rochers ou aux objets immergés à marée haute, dans la partie basse de la zone intertidale et un peu au-delà.

## Écologie
La moule de Méditerranée est un organisme filtreur qui en tant que tel joue un rôle important dans le maintien de la qualité de l'eau et de sa limpidité.

## Toxicologie, écotoxicologie
Comme toutes les coquillages filtreurs, cette moule peut bioaccumuler des métaux lourds, dans sa coquille, et dans sa chair, parfois en dépassant les seuils tolérés pour la santé humaine.
On constate qu'il n'y a pas en général de corrélation entre la teneur en métaux des sédiments et celle des moules, qui peuvent être directement contaminées par les métaux dissous dans l'eau à l'état de trace.
Une étude récente[Quand ?] a porté conjointement sur les moules bleues de Méditerranée (M. galloprovincialis) et les sédiments de surface de leur environnement, pour 5 sites (échantillonnés en 2005 et 2006, en automne). Les taux moyens de Fe, Zn, Mn, Ni,Cu, Co et Cr dans les échantillons de moules étaient respectivement de 603.0, 345.0, 85.0, 18.9, 17.2, 9.1 mg/kg de poids sec. Alors que les maxima étaient pour les sédiments de 40867, 943.0, 382.0, 336.0, 67.2, 24.8 et 16.9 mg/kg. Une corrélation n'a pu être observée que pour le zinc.[réf. nécessaire]
Notamment près des ports et chantiers navals ou aires de carénage, mais pas seulement, elles peuvent aussi être contaminées par les composés organostanniques perdus par les antifoulings qui en ont massivement relargué dans l'environnement marin des années 1960 aux années 1990.